# Pobeda (Dobritsj)
Pobeda (Bulgaars: Победа) is een dorp in de Bulgaarse gemeente Dobritsjka, oblast Dobritsj. Het dorp ligt hemelsbreed 6 km ten oosten van de regionale hoofdstad Dobritsj en 383 km ten noordoosten van Sofia.

## Bevolking
Van 1934 tot 1985 was het inwonersaantal van het dorp Pobeda relatief stabiel: er woonden tussen de 1350 à 1550 personen. Na de val van het communisme in 1989 kwam echter een intensief emigratieproces op gang, vooral vanwege de verslechterde economische vooruitzichten in de regio. Op 31 december woonden er nog 891 personen in het dorp. In het dorp leeft, naast de etnisch Bulgaarse bevolkingsmeerderheid, een grote groep Roma (290 personen, oftewel 35%).
|  |

| Etnische samenstelling van de respondenten (2011) | Etnische samenstelling van de respondenten (2011) | Etnische samenstelling van de respondenten (2011) | Etnische samenstelling van de respondenten (2011) | Etnische samenstelling van de respondenten (2011) |
| ------------------------------------------------- | ------------------------------------------------- | ------------------------------------------------- | ------------------------------------------------- | ------------------------------------------------- |
|                                                   |                                                   |                                                   |                                                   |                                                   |
| Bulgaren                                          | Bulgaren                                          |                                                   | 61,3%                                             | 61,3%                                             |
| Turken                                            | Turken                                            |                                                   | 2,4%                                              | 2,4%                                              |
| Roma                                              | Roma                                              |                                                   | 34,9%                                             | 34,9%                                             |
| Anders/Onbekend                                   | Anders/Onbekend                                   |                                                   | 1,4%                                              | 1,4%                                              |